# Piet Spaans

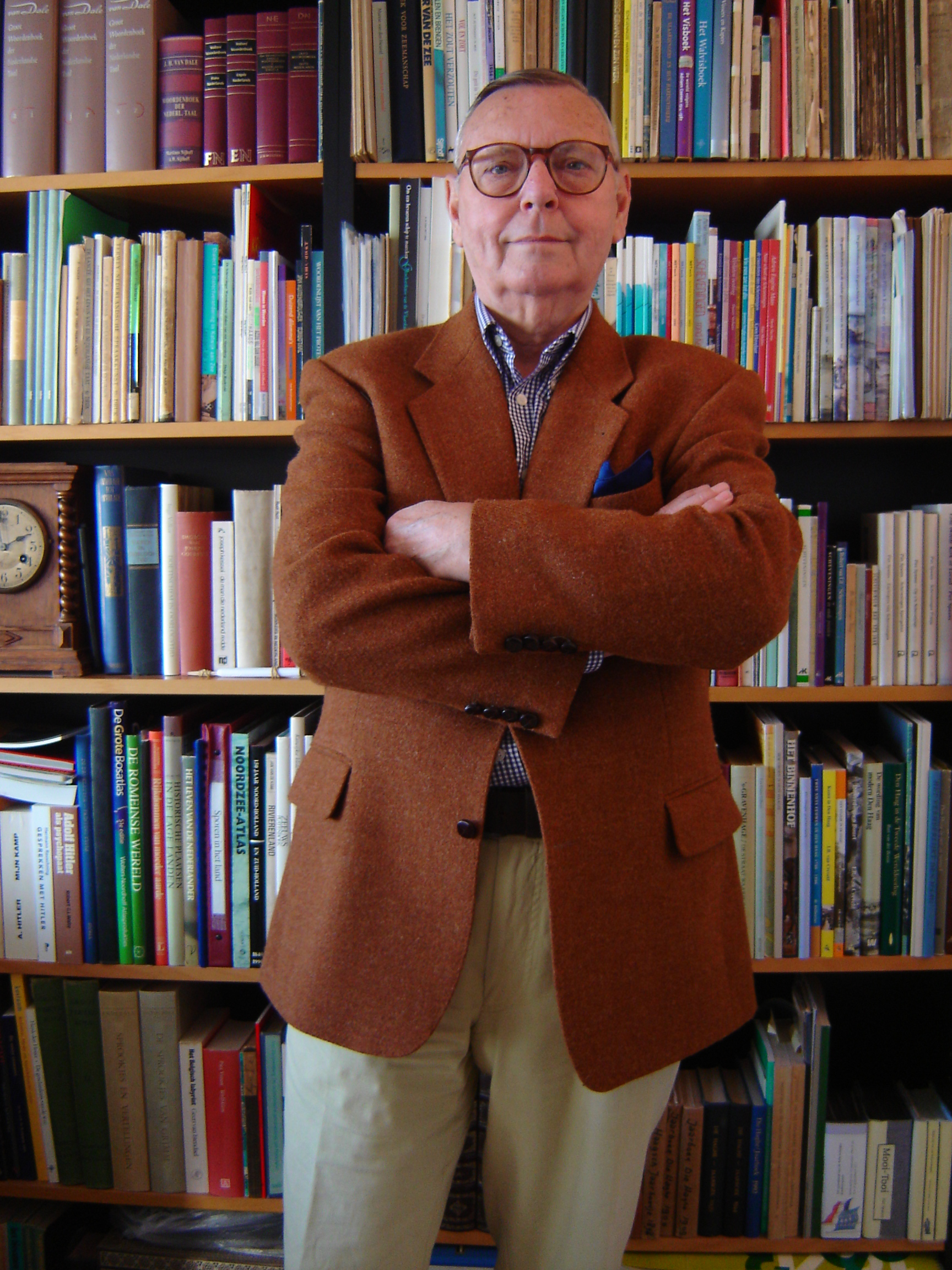
Piet Spaans

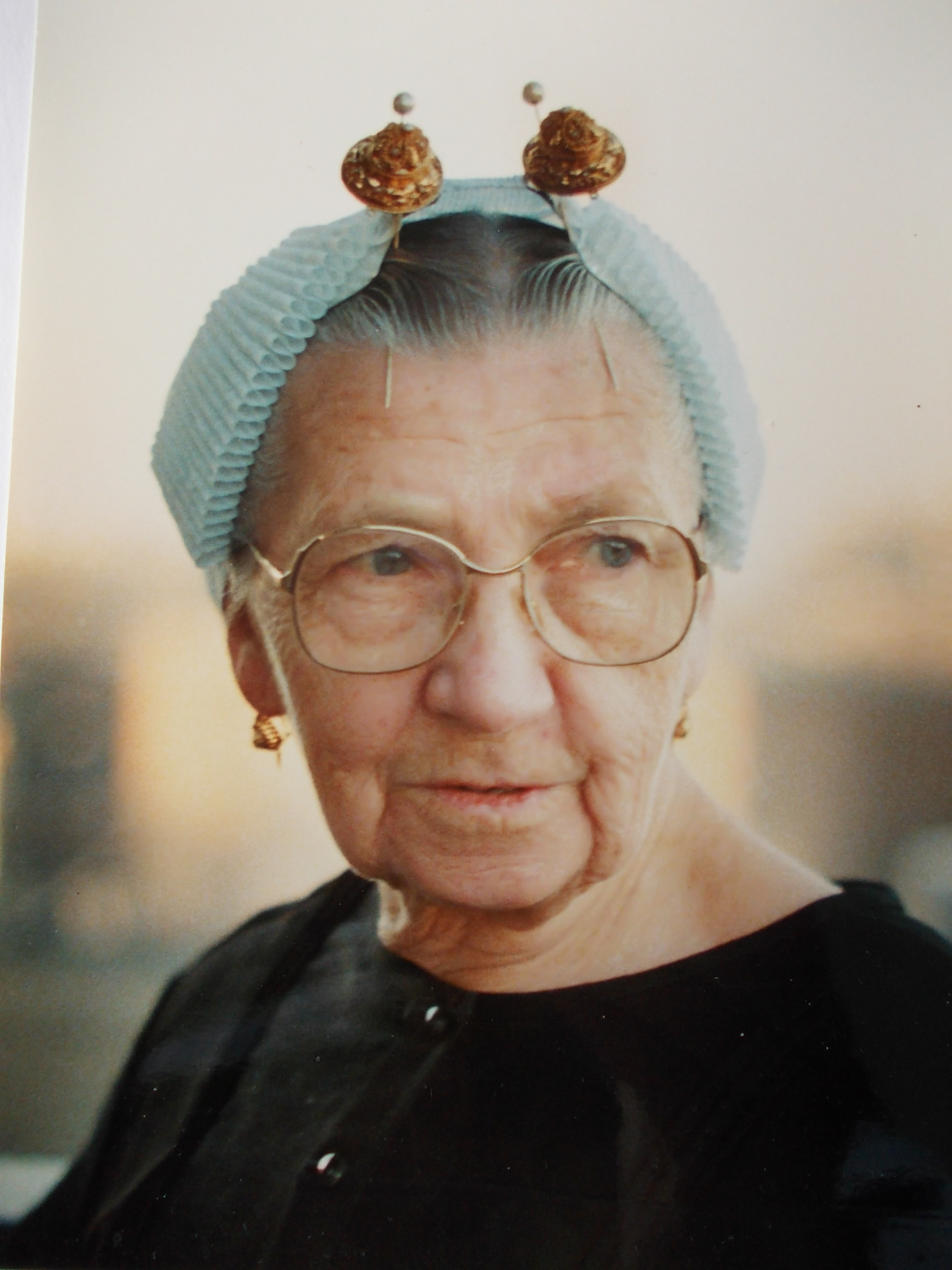
Moeder Jaapje in haar Scheveningse klederdracht

Piet Spaans (Scheveningen, 2 februari 1933) is een Nederlands dichter, een historisch publicist en auteur. Zijn inspiratie ontleende hij onder meer aan het  Schevenings vissersgezin waarin hij opgroeide; zijn moeder droeg tot op zeer hoge leeftijd de plaatselijke klederdracht. Sinds 1980 houdt hij zich bezig met de geschiedenis van Scheveningen, resulterend in een aantal boeken en tientallen artikelen, in onder meer het Jaarboek van het Visserijmuseum Vlaardingen, het jaarboek van de geschiedkundige vereniging Die Haghe en de Scheveningse Courant.

## Onderzoek
Piet Spaans was betrokken bij verschillende onderzoeksprojecten naar de Scheveningse taal en cultuur, in een aantal gevallen in samenwerking met medewerkers van het Amsterdamse Meertens Instituut. Onderzoeksthema's zijn de visserij, de rederij, klederdracht en het dialect.
Het in samenwerking met de dialectoloog J.B. Berns en een plaatselijke werkgroep verrichte onderzoek naar het dialect leidde tot een Schevenings woordenboek. Spaans introduceerde een methode voor een uniforme schriftelijke tekstweergave van dit dialect. In 2010 werd een online versie van het Schevenings dialect toegevoegd aan het elektronische "MIJN WOORDENBOEK".
Het onderzoek naar de klederdracht van Scheveningse vrouwen, in samenwerking met de volkskundige Hans van Koolbergen, resulteerde in een databestand bij het Meertens Instituut. Samen met de kunsthistorica Yvonne van Eekelen inventariseerde hij alle op het Panorama Mesdag voorkomende taferelen. Zijn onderzoeken naar de Noordzeevisserij richtten zich buiten publicaties over die zeevisserij ook op aangrenzende onderwerpen zoals het Visboeck van Adriaen Coenen en de zogenaamde spionageloggers tijdens de Tweede Wereldoorlog.

## Publicaties
- Tachtigers van Scheveningen (1ste druk 1982, 2de druk 1982)
- Scheveningen Sperrgebiet ISBN 90-800037-1-9 (1983)
- Op z’n Schevenings ISBN 90-800037-2-7 (1985)
- Scheveningse Franje ISBN 90-800037-6-X (1988)
- Eene tweede Kerk of Locaal ISBN 90-9005894-X (1993)
- Jac. Den Dulk & Zonen 1871–1996 ISBN 90-9009257-9 (1996)
- Vertel mij wat van Scheveningen… ISBN 90-72766-57-1 (1998)
- Verslag van de klederdrachtdragende Scheveningse vrouwen per 1 januari 2000. Rapport. (2000)
- Mooi-Tooi ISBN 9072766-99-7 (1ste druk 2000, 2de druk 2001)
- De spreektaal van de Scheveningse kustbewoners. Woordenboek ISBN 90-77032-34-7 (2004)
- Bouweteelt ISBN 978-90-77032-85-5 (2007)
- AT en JJ Reders met allure ISBN/EAN 978-94-6010-065-9 (2017)